# Чебрець киргизький
Чебрець киргизький (Thymus kirgisorum) — вид рослин родини глухокропивові (Lamiaceae), поширений у Східній Європі й Західній Азії.

## Опис
Напівчагарничок, квітковий стовбур якого має довжину від 3 до 5 (рідше до 10) см. Листки (5)7–13 × 0.8–1.5 мм, шкірясті, коротко-черешкові, від лінійно-ланцетних до вузько-еліптичних, тупокінцеві, цілі і голі, але щільно залозисті; головна жилка добре видна, бокові жилки досить непомітні.

## Поширення
Європа: Україна, Росія; Азія: Казахстан, зх. Сибір.